# 학교법인
학교법인(學校法人)은 사립학교법에 따라 사립학교를 설치 및 경영하는 것을 목적으로 설립된 법인을 뜻한다.
1999년 기준 대한민국에서의 학교법인의 수는 1,543개이며, 이에 따른 학교의 수는 6,533 학교이다. 또한 이에 포함된 관련 교원 수는 14만730명이며, 학생 수는 444만7336명이다.